# Annulohypoxylon leucadendri
Annulohypoxylon leucadendri är en svampart som beskrevs av Marinc., M.J. Wingf. & Crous 2008. Annulohypoxylon leucadendri ingår i släktet Annulohypoxylon och familjen kolkärnsvampar.   Inga underarter finns listade i Catalogue of Life.